# Mambour
Le terme mambour ou mambourg est un terme vieilli synonyme de tuteur, curateur. Dans certaines confréries catholiques, on nommait ainsi le trésorier.
Il proviendrait du néerlandais momboor.
Dans la principauté de Liège, il désignait le régent nommé par le chapitre de Saint-Lambert durant le sede vacante du trône de Saint-Lambert ou l'absence du prince-évêque. À Waremme, sous l'Ancien Régime, il y avait ainsi le mambour des communs pauvres, le mambour de l'église et le mambour de l'hôpital.

## Liste des mambours de Liège
- 1302 : Arnoul V de Looz
- 1312 : Arnould de Blankenheim
- 1402-1408 : Thierry de Perwez
- 1465 : Marc de Bade

- 1482-1484 : Guillaume de La Marck